# Mabel van den Dungen
Mabel van den Dungen (1964) is een Nederlandse journalist, programmamaker en schrijfster.
In 1995 maakte ze haar literaire debuut met de novelle "Puur". In haar boek "Roze Wolk, aan mijn reet" geeft ze humoristische kanttekeningen bij een zwangerschap. Van den Dungen is zelf moeder van een zoon.
Van den Dungen heeft ervaring als tv-presentatrice bij programma's als Adfo TV, Snow-magazine en in 1997 presenteerde ze samen met Jack van Gelder het Tros programma Wanted.